# 宮町 (栃木市)
宮町（みやまち）は、栃木県栃木市の地名。郵便番号は328-0134。
　

## 地理・物産
吹上地区西部に位置し、東は吹上町、西は柏倉町、南は皆川城内町、北は千塚町と接している。
町内を流れる永野川が運んだ粘土質の土壌で育つ「宮ねぎ」（ダルマねぎ）という、下仁田ネギに近い江戸時代以来の伝統野菜が栽培されている。 

## 世帯数と人口
2017年（平成29年）8月31日時点の世帯数と人口は以下の通りである。
| 町丁 | 世帯数  | 人口  |
| ---- | ------- | ----- |
| 宮町 | 135世帯 | 408人 |

## 施設
寺社
- 宝蔵院

## 小・中学校の学区
市立小・中学校に通う場合、学区は以下の通りとなる。
| 番地 | 小学校             | 中学校             |
| ---- | ------------------ | ------------------ |
| 全域 | 栃木市立千塚小学校 | 栃木市立吹上中学校 |